# Farhang Sharif

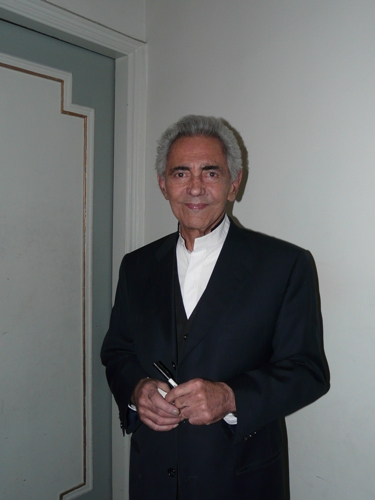
Sharif

Farhang Sharif (Perzisch: فرهنگ شریف), ook Mr Farhang Sharif (Amol, 22 maart 1931 - Tehran, 7 september 2016) is een Perzische componist en muziektheoreticus.
Sharif studeerde aan de Vaziri Muziekschool in Teheran.